# بس دوجنك
 بس دوجنك ، قرية صغيرة تقع في داخل الجبال وتتبع ناحية كوخرد ( بالفارسية: بخش كوخرد ) من توابع مدينة بستك وتقع في محافظة هرمزگان في جنوب إيران. هي قرية من قرى « بس دوجنك» ، وأعمال جبال الجنوب، تقع بين هضبتين عاليتين، بينهما ماء وعيون عذبة.

## وصلات خارجية
- التقسيمات الادارية لمحافظة هرمزگان
- التقسيمات الادارية لمحافظة هرمزگان (بلده كوخرد)